# 哈力别克
參數所指定的目標頁面不存在，建議更正成存在頁面或直接建立下列一個頁面（建立前請先搜尋是否有合適的存在頁面可以取代）：
- 哈力别克 (六届全国人大代表)

哈力别克(Қалибек Рақымбекұлы，1908—1985）哈萨克族，新疆额敏县人。新疆军事将领。

## 生平
1945年参加三区革命，组织游击队，配合伊犁的三区革命军队，攻克额敏、塔城，后来被三区革命政府任命为沙湾县县长。1946年，被中国国民党方面的贾尼木汗、余万选策反，脱离三区革命方面。1947年，配合乌斯满进攻三区革命政府。失败之后，逃往迪化（今乌鲁木齐）南山，策动哈萨克族反对新疆和平解放。
中华人民共和国成立后，与乌斯满、贾尼木汗、尧乐博斯同时发动暴动，于1950年3月携哈萨克牧民1200人，准备到甘肃、新疆、青海三省交界处会师。后来，在中国人民解放军狙击下向南逃至罗布泊，又经西藏逃往印度，此后又迁居巴基斯坦。其后生平不详。